# Getal van Strouhal
Het getal van Strouhal is een dimensieloos getal dat de oscillatie van vloeistoffen beschrijft.
{\displaystyle \mathrm {St} ={fL \over v}}
{\displaystyle f} = Oscillatiefrequentie (s−1)
{\displaystyle L} = Karakteristieke lengte (m)
{\displaystyle v} = Snelheid (m s−1)
Het getal is genoemd naar Vincenz Strouhal (1850-1922), een Tsjechische natuurkundige.
Archimedes ·
Atwood ·
Bagnold ·
Bejan ·
Biot ·
Bond ·
Brinkman ·
capillair getal ·
Cauchy ·
Damköhler ·
Darcy ·
Dean ·
Deborah ·
Eckert ·
Ekman ·
Eötvös ·
Euler ·
Froude ·
Galilei ·
Graetz ·
Grashof ·
Görtler ·
Hagen ·
Iribarren ·
Keulegan-Carpenter ·
Knudsen ·
Laplace ·
Lewis ·
Mach ·
Marangoni ·
Morton ·
Nusselt ·
Ohnesorge ·
Péclet ·
Prandtl ·
Rayleigh ·
Reynolds ·
Richardson ·
Roshko ·
Rossby ·
Rouse ·
Schmidt ·
Sherwood ·
Shields ·
Stanton ·
Stokes ·
Strouhal ·
Stuart ·
Suratman ·
Taylor ·
Ursell ·
Weber ·
Weissenberg ·
Womersley